# Kingsgateïta
La kingsgateïta és un mineral de la classe dels òxids. Rep el nom de Kingsgate, a Austràlia, la seva localitat tipus.

## Característiques
La kingsgateïta és un òxid de fórmula química ZrMo⁶⁺₂O₇(OH)₂(H₂O)₂. Va ser aprovada com a espècie vàlida per l'Associació Mineralògica Internacional l'any 2019, sent publicada el 2022. Cristal·litza en el sistema tetragonal.
L'exemplar que va servir per a determinar l'espècie, el que es coneix com a material tipus, es troba conservat a les col·leccions mineralògiques del Museu d'Austràlia Meridional, a Adelaida, Austràlia, amb el número de registre: g34800.

## Formació i jaciments
Va ser descoberta a la localitat de Kingsgate, situada al comtat de Gough de Nova Gal·les del Sud (Austràlia), l'únic a tot el planeta on ha estat descrita aquesta espècie mineral.